# Ionosil
Ionosil är en beredning med så kallat kolloidalt silver som säljs och marknadsförs av företaget Ion Silver AB.Produkter med kolloidalt silver, såsom Ionosil, får endast säljas som vattenreningsprodukter i Sverige.
Ion Silver AB har varit föremål för en granskning i Helsingborgs Dagblad rörande påstått falska utfästelser om att produkten Ionosil skulle vara verksam mot svåra sjukdomar såsom cancer och ebolavirus. Det finns inga bevis för att kolloidalt silver är verksamt på några som helst sjukdomsindikationer. Produkten Ionosil är därtill såpass utspädd att den inte är mer verksam än vanligt kranvatten. Ion Silver AB hävdas i massmedia ha ägnat sig åt kvacksalveri. Efter att Läkemedelsverket förbjudit företaget att sälja produkten och öppnat ett tillsynsärende mot Ion Silver AB gjorde myndigheten 2015 en polisanmälan om misstänkt brott mot läkemedelslagen.. Åtalet skrevs av men företaget ålades 2015 att omedelbart upphöra med sin vilseledande marknadsföring vid vite om 800 000 kronor per tillfälle vid eventeulla brott mot beslutet.. 

### Fotnoter
1. ↑  ”Ion Silver AB”. http://www.ion-silver.com. Läst 13 november 2014.
2. ↑  ”Livsmedelsverket”. Arkiverad från originalet den 31 oktober 2014. https://web.archive.org/web/20141031151057/http://www.slv.se/sv/Fragor--svar/Fragor-och-svar/Kosttillskott/Kolloidalt-silver/. Läst 13 november 2014.
3. ↑  ”Tusentals utsatta för medicinbluff - Helsingborgs Dagblad”. Arkiverad från originalet den 13 november 2014. https://web.archive.org/web/20141113180915/http://hd.se/skane/2014/10/25/tusentals-utsatta-for-medicinbluff/. Läst 13 november 2014.
4. ↑  ”Noll bevis för att kolloidalt silver skulle funka - Sydsvenskan”. http://www.sydsvenskan.se/skane/noll-bevis-for-att-kolloidalt-silver-skulle-funka/. Läst 13 november 2014.
5. ↑  Läkemedelsverket 9 juni 2015: Läkemedelsverket förbjuder försäljning av Ionosil Kolloidalt Silver med olika påståenden om läkemedelseffekt Arkiverad 13 augusti 2015 hämtat från the Wayback Machine., läst 16 oktober 2015
6. ↑  Helsingborgs dagblad 18 februari 2015: Bluffen med silver utreds av åklagare, läst 16 oktober 2015
7. ↑  Sydsvenskan 9 oktober 2015: Inget åtal mot företag bakom silverbluff, läst 16 oktober 2015
8. ↑  Kolloidalt silver som kur mot sjukdomar stoppas Ny Teknik 2015-06-09